# Nogaleda
Nogaleda o Cueto de la Bandera es un paraje situado en el municipio de Ruente, en Cantabria (España). En parte destacada del mismo hay un vértice geodésico, que marca una altitud de 880,20 m s. n. m. en la base del pilar. Se llega por una pista forestal que parte de Ucieda de Arriba, recorriendo casi 15 kilómetros. 